# Cabo Catoche
El cabo Catoche, en el estado mexicano de Quintana Roo, es una "punta" en el litoral del golfo de México, la más septentrional de la península de Yucatán. Se encuentra a aproximadamente 53 km al norte de Cancún. Su ubicación pertenece al territorio continental de isla Holbox y está dentro del municipio de Isla Mujeres. Cabo Catoche determina la división continental entre el golfo de México y el mar de las Antillas y señala el límite suroeste del canal de Yucatán.

## Puntas en la península de Yucatán
En la península de Yucatán el término punta se utiliza para designar las formaciones relacionadas con la configuración de la costa. Por su morfología es posible distinguir dos tipos de puntas: los extremos del cordón litoral que señalan las entradas de mar hacia los esteros y, por otro lado, las salientes de tierra hacia el mar, sean arenosas o pétreas, y que marcan un cambio de dirección en el trazo de la línea del litoral.
Es cabo Catoche la punta más conspicua de la península de Yucatán.

## Historia
Cabo Catoche fue el sitio del primer desembarque intencional de los conquistadores europeos en la masa continental del actual territorio mexicano, durante la expedición de Francisco Hernández de Córdoba en los primeros días de marzo de 1517 y que marcó oficialmente la fecha del descubrimiento de Yucatán por los españoles. 
No existe consenso respecto de que punto tocaron primero en la península de Yucatán. Unos autores afirman que fue Isla Mujeres, mientras que otros, entre los cuales Bernal Díaz del Castillo, quien formó parte de la expedición, indican a Cabo Catoche como el punto del primer contacto. Más tarde los historiadores españoles concuerdan que la primera población que avistaron fue Ekab o Ecab, la cual llamó mucho su atención, pues era mucho más grande a las que conocían de La Española y de Cuba. Ahí, detuvieron sus naves al percatarse de que los nativos, se acercaban en canoas y los invitaban a desembarcar.
El propio Bernal Díaz del Castillo, narró en su Historia verdadera de la conquista de la Nueva España que observaron cómo se acercaban los pobladores del lugar, con cara alegre y muestras de paz, invitaron a los españoles a la costa, diciendo "cones cotoch", "cones cotoch"; que significa: "andad acá a mis casas".
Por esta causa le pusieron a esa tierra punta de Catoche, hoy cabo Catoche. El cacique o "Halach Uinik" de Ekab ofreció regresar al día siguiente con más canoas para ayudar al desembarco de los españoles.
A la mañana siguiente, nuevamente se acercaron los mayas a las embarcaciones, pero Hernández de Córdoba prefirió desembarcar con sus propios bateles.
La población a la que habían sido invitados a visitar muy cerca de cabo Catoche, era Ekab a la que Díaz del Castillo bautizó como "El Gran Cairo" por las construcciones importantes hechas con piedras labradas que pudieron ver. Al acercarse a esa población fueron emboscados por los mayas. 
La expedición continuó rodeando la península yucateca hasta llegar a Campeche, primero y luego a Champotón donde tuvieron un fuerte enfrentamiento y sufrieron numerosas bajas.
Según el propio Bernal, el comandante en jefe de la Batalla de Cabo Catoche fue Gonzalo Guerrero, un náufrago español convertido en Nacom (jefe militar) de los Mayas.
Más tarde, en cabo Catoche se construyó un templo católico, al cual se le conoce como Boca Iglesia. Tanto a cabo Catoche como a las ruinas de Ekab y a las de Boca Iglesia se puede acceder por vía marítima.